# الحديقة النباتية القومية بالخرطوم
الحديقة النباتية القومية بالخرطوم تعتبر من أقدم الحدائق النباتية في أفريقيا والعالم العربي، إذ تم إنشاؤها في العام 1954م. تبلغ مساحتها حوالي 11 فدان، وتتبع الحديقة إدارياً في الوقت الحالي لوزارة الزراعة والري- إدارة القطاع النباتي.
وتضم الحديقة في جنباتها أنواعاً عديدة ونادرة من النباتات تمثل بنكاً للأصول الوراثية النباتية بالسودان.
درجت الحديقة على إقامة العديد من الفعاليات التي تحقق أهدافها، خاصة معارض الزهور التي تلقى رواجاً كبيراً بين المواطنين.

## وتتلخص مهام وأهداف الحديقة النباتية في الآتي
- حفظ وصيانة الموارد الوراثية النباتية.
- توفير المعلومة والنموذج النباتي للباحثين والدارسين والهواة.
- تعريف العامة بالنباتات المختلفة.
- إستزراع الأصناف الجديدة من النباتات.
- إجرآء البحوث العلمية في المجالات العديدة للنبات.
- العناية بالمعشبة والمكتبة ومخزن البذور.
- تنظيم المعلومات المتحصل عليها في مختلف علوم النبات.
- تأسيس وصيانة والمحافظة على مستودع الجينات.

## الهيكل الإداري
يتكون الهيكل الإداري للحديقة من عدد 5 مهندسين زراعيين، 3 فنيين، و21 عاملاً.

## أما الوحدات والإدرات التي تتكون منها الحديقة النباتية فهي
- وحدة جمع البذور.
- وحدة الإكثار - التأقلم.
- وحدة حفظ الأصول الوراثية.
- وحدة التنصنيف.
- وحدة التبادل مع الحدائق العالمية ومراكز البحوث.
- وحدة التدريب والعلامات.
- وحدة نباتات الزينة والتنسيق والتراث.
- وحدة المعيشة.
- وحدة النباتات ذات الأهمية الاقتصادية.
- وحدة المعلومات والتوثيق.

## هذا وقد تعاقب على إدارة الحديقة كل من السادة
- معتصم إسماعيل
- علي إبراهيم الشبلي
- عوض عثمان
- هاشم عثمان
- محمود إبراهيم
- عادل عبد الله
- زينب السيد
- مصطفى جمعة علي.

## أهم إنجازات الحديقة النباتية
تدريب أعداد كبيرة من طلاب الجامعات والمعاهد العليا والمدارس والهواة.
إدخال بعض النباتات الجديدة.
إنشاء حدائق صغيرة داخل الحديقة.

## المشاريع المستقبلية
اعتماد هيكل وظيفي وفقاً لإحتياجات الحديقة الحالية والمستقبلية.
اإنشاء بنك للبذور لعناية الموارد الوراثية.
إنشاء وحدة توثيق للمعلومات (بنك المعلومات).
إنشاء صوبة - محمية زجاجية - ومعمل لزراعة الأنسجة.
إنشاء حدائق نباتية.
إكمال النقص في الحديقة من أشجار طبيعية وحسب الخطة المعدة لذلك.
قيام مبنى (معيشة – مخزن - بذور – قاعة اجتماعات – معمل – مكتبة - صالة معلومات).
بناء قدرات العاملين بالحديقة النباتية.
إيجاد ميزانية مخصصة للحديقة النباتية.
تطوير وحدة الإحصاء والمعلومات.

## العنوان
تقع الحديقة في مدينة الخرطوم، حي المقرن، في الجانب الشمالي الغربي لجامعة السودان للعلوم والتكنولوجيا. تعتبر الحديقة من المعالم السياحية لمدينه الخرطوم ولحي المقرن.

## روابط خارجية
جولة في معرض الزهور الحديقة النباتية